# Teatre Conservatori de Manresa
El Teatre Conservatori de Manresa és un edifici del municipi de Manresa (Bages) inclòs en l'Inventari del Patrimoni Arquitectònic de Catalunya
Es va inaugurar el 9 de novembre del 1878. Havia estat construït, a partir dels plànols de l'arquitecte Josep Torres i Argullol, sobre el claustre de Sant Domènec de l'antic convent dels frares predicadors. L'edifici havia estat confiscat durant el procés de desamortització dels béns de l'església, el 1835 i l'Ajuntament va sol·licitar-ne la propietat a l'Estat amb el compromís de convertir-lo en un "Conservatorio de música y declamación". L'escola de música no s'hi va posar en marxa fins al 1931; la de teatre, en canvi, no s'hi ha arribat a crear mai. Inicialment, el teatre va ser propietat d'una societat d'accionistes integrada pels seus constructors que n'arrendaven l'explotació a empreses particulars. L'alcalde Francesc Marcet va iniciar el procés de recuperació de l'edifici com a equipament públic, el 1936, procés que no es va completar fins al 1947, durant el mandat de l'alcalde Joan Prat i Pons.
El teatre Conservatori va ser durant moltes dècades l'espai escènic de referència de Manresa i acollia espectacles de tota mena. El 26 de juliol de 1959, va tancar les portes. Modest Padró, empresari que aleshores gestionava l'equipament per concessió municipal, va fer-hi fer reformes: aixecar la teulada i rebaixar un nivell el pis de la platea. D'aquesta manera, les llotges de platea van passar a ser el primer pis. La remodelació va tenir cura de mantenir l'estil originari de la decoració. El teatre va restar tancat per obres del 1959 al 1962. Les reformes van generar força expectatives entre els manresans que esperaven poder recuperar el caliu teatral de la ciutat d'altres temps, ja que durant els dos anys previs al tancament, no s'hi havia representat cap espectacle. En aquells moments, la sala només s'utilitzava per a la projecció de cinema. Les obres no van canviar solament el nivell de la platea i de la teulada, sinó que també van traslladar l'entrada del teatre de la Muralla del Carme al carrer del Mestre Blanch.
L'estiu del 1998, el teatre Conservatori va viure una altra renovació important que va modificar part del seu aspecte interior: es van canviar les butaques, se’n va fer una nova distribució i es va alçar el terra per millorar la visibilitat general de la sala. Es van suprimir, també, els envans divisors de les llotges del segon pis. Abans d'iniciar les obres diverses entitats i col·lectius de la ciutat, amb l'associació cultural El Galliner al capdavant, van donar vida a l'espectacle Kadiram insòlit amb l'objectiu de celebrar la substitució de les velles butaques.
Actualment, el teatre Conservatori continua gaudint d'una intensa activitat escènica. Acull les programacions estables d'espectacles familiars i per a joves i la de cinema d'autor, a més d'altres iniciatives escèniques locals. El 2011, per exemple, acollí la presentació de la Camerata Bacasis. Amb un aforament de poc més de 500 localitats, és un espai ideal per a espectacles de format mitjà que no tenen grans requisits tècnics. És un espai acollidor, evocador d'altres èpoques, que encomana solemnitat als espectacles que acull el seu escenari.